# Neuroloma fuegianum
Neuroloma fuegianum là một loài rêu trong họ Andreaeaceae. Loài này được Cardot mô tả khoa học đầu tiên năm 1911.